# からだ巡茶
からだ巡茶（からだめぐりちゃ）は、日本コカ・コーラが販売している茶系飲料。
薬日本堂の協力を経てセレクトされた9種類の東洋素材と4種類の茶葉がブレンドされたウーロン茶ベースの無糖茶として、
2006年5月発売。商品名の由来は"からだの巡りに気を遣うことで体の中からキレイを目指す"ことから。
パッケージラベルのデザインはソニーによるもの。

## 原材料と変遷
東洋素材として、 どくだみ、熊笹、杜仲茶、はすの葉、クコ葉、みかんの皮、高麗人参、霊芝の8種類、また、烏龍茶、緑茶、黄茶、プーアル茶という4種類の茶葉がブレンドされている。
2008年4月のリニューアル時にはパッケージのデザイン変更にくわえ、高麗人参と杜仲茶を増量、また4種の茶葉の配合を調整したと発表した。
2009年4月、原材料にクコの実を追加。パッケージも一新。

## プロモーション
発売と同時にプロモーションにも力を入れたコカ・コーラ社はCMタレントとして広末涼子を起用。「浄化計画」というキャッチコピーにて展開を広げていった。（当時のからだ巡茶のブランドサイトのURLもjyouka-keikaku.jpであった。）
2006年6月CM総合研究所の調査においてもCMが好感度上位にランクされるなどの勢いであったが、東京都より「広末涼子、浄化計画」というキャッチコピーが薬事法に抵触する恐れがあると指摘を受け、翌月より「気分浄々」にキャッチコピーを変更した経緯がある。2007年は「さよならハロー」、2008年は明確なキャッチコピーはない。

### 他業種とのコラボレーション
2007年6月、JALと提携し、「からだ巡茶×JAL　からだ巡旅」と称したキャンペーンを展開。スパ体験を盛り込んだ旅行プランをプレゼントしたり、機内サービスにからだ巡茶が追加されたりなどした。2008年4月には日経ヘルスの協力を得た形でプロモーションが実施された。2009年4月も引き続き実施。
2008年1月にはサークルK・サンクスのTHINK BODYシリーズの一環として、からだ巡茶のコンセプトを合わせた上に薬日本堂による監修を経て「THINK BODYからだ巡シリーズ」5アイテムを発売。「THINK BODYからだ巡膳（鳥唐揚ターメリックソースかけ）」、「THINK BODYからだ巡膳（マグロ竜田辛味ソースかけ）」、「THINK BODYからだ巡むすび」、「THINK BODYからだ巡スープ」、「THINK BODYからだ巡サラダ膳」の5アイテム。

## ラインナップ(2017年現在)
- からだ巡茶
  - 2000mlPET (ペコらくボトル)
  - 1000mlPET
  - 410mlPET
  - 280mlPET
  - 2.5g×10パック入袋 (ティーバッグ)
- からだ巡茶 Advance (機能性表示食品)
  - 410mlPET
- からだ巡茶 ジャスミン茶ブレンド
  - 410mlPET

## CM

### からだ巡茶
出演は注釈のある作品以外全て広末涼子。
- 「浄化計画、宣言。」篇
- 「浄化計画、実行。」篇
- 「涙浴」篇
- 「さよならハロー」篇
- 「さよならハロー・シャワー」篇
- 「さよならハロー・フープ」篇
  - CM内のセリフの冒頭「ブラジャーが透けるほど汗をかいた・・・」の部分が消費者からの苦情を受け、「こんなに汗をかいた・・・」に変更。
- 「砂風呂」篇
  - 砂風呂へ入りに行くのは伊藤久美子。
- 「やる前からムリッ」篇
- 「おいしくないと」篇
- 「巡りのいい女」篇

### からだ巡茶 アドバンス
- 「#脂肪燃焼中」篇[1]
  - 泉里香が出演。